# Malinkoit
Malinkoit ist ein sehr selten vorkommendes Mineral aus der Mineralklasse der „Silikate und Germanate“ mit der chemischen Zusammensetzung Na[BSiO4] und damit chemisch gesehen ein Natrium-Bor-Silikat. Strukturell gehört Malinkoit zu den Gerüstsilikaten (Tektosilikaten).
Malinkoit kristallisiert im hexagonalen Kristallsystem und fand sich in rosettenförmigen Mineral-Aggregaten von etwa 3 mm Durchmesser, bestehend aus keilförmigen Kristallen von etwa 0,5 mm Dicke und glasähnlichem Glanz auf den Oberflächen. Die durchscheinenden bis durchsichtigen Kristalle sind von cremeweißer Farbe mit rosa Stich. Andere Fundstücke zeigten kugelförmige Aggregatformen in hellrosa bis grünlichblauen Farben und perlmutt- bis seidenähnlichem Glanz.

## Etymologie und Geschichte
Erstmals entdeckt wurde Malinkoit zusammen mit Lisitsynit in den alkalischen Pegmatiten des Chibinen-Lowosero-Komplexes, genauer am Berg Karnassurt in der Lowosero-Tundra auf der russischen Halbinsel Kola. Eine internationale Forschergruppe, bestehend aus den russischen Mineralogen A. P. Khomyakov, G. N. Nechelyustov und E. V. Sokolova sowie dem kanadischen Mineralogen Frank C. Hawthorne, analysierten und beschrieben die neu entdeckten Minerale und publizierten ihre Ergebnisse nach deren Anerkennung durch die International Mineralogical Association (IMA) im Jahre 2000 in der russischen Fachzeitschrift „Zapiski Vserossiyskogo Mineralogicheskogo Obshchestva“.
Benannt wurde das Mineral zu Ehren der russischen Mineralogin Swetlana Wjatscheslawowna Malinko (russisch: Светлана Вячеславовна Малинко, 1927–2002), einer Spezialistin und Entdeckerin zahlreicher Bor-Minerale.
Typmaterial des Minerals wird im Mineralogischen Museum der Russischen Akademie der Wissenschaften in Moskau unter der Katalog-Nr. 2613/1 aufbewahrt.

## Klassifikation
Da der Malinkoit erst 2000 als eigenständiges Mineral anerkannt wurde, ist er in der seit 1977 veralteten 8. Auflage der Mineralsystematik nach Strunz noch nicht verzeichnet. Einzig im Lapis-Mineralienverzeichnis nach Stefan Weiß, das sich aus Rücksicht auf private Sammler und institutionelle Sammlungen noch nach dieser alten Form der Systematik von Karl Hugo Strunz richtet, erhielt das Mineral die System- und Mineral-Nr. VIII/J.02-70. In der „Lapis-Systematik“ entspricht dies der Klasse der „Silikate und Germanate“ und dort der Abteilung „Gerüstsilikate“ (ohne tetraederfremde Anionen, Gruppen J.01 bis J.08), wo Malinkoit zusammen mit Davidsmithit, Kaliophilit, Kalsilit, Megakalsilit, Nephelin, Panunzit, Trikalsilit, Trinephelin und Yoshiokait eine eigenständige, aber unbenannte Gruppe bildet (Stand 2018).
Die seit 2001 gültige und von der IMA bis 2009 aktualisierte 9. Auflage der Strunz’schen Mineralsystematik ordnet den Malinkoit dagegen in die Abteilung der „Gerüstsilikate (Tektosilikate) ohne zeolithisches H2O“ ein. Diese ist weiter unterteilt nach der möglichen Anwesenheit zusätzlicher Anionen, so dass das Mineral entsprechend seiner Zusammensetzung in der Unterabteilung „Gerüstsilikate (Tektosilikate) ohne zusätzliche Anionen“ zu finden ist, wo es als einziges Mitglied die unbenannte Gruppe 9.FA.10 bildet.
Auch die vorwiegend im englischen Sprachraum gebräuchliche Systematik der Minerale nach Dana ordnet den in die Klasse der „Silikate und Germanate“ und dort in die Abteilung der „Gerüstsilikate: Al-Si-Gitter“ ein. Hier ist er als einziges Mitglied in der unbenannten Gruppe 76.04.02 innerhalb der Unterabteilung „Gerüstsilikate: Al-Si-Gitter mit B-Si-Gittern“ zu finden.

## Chemismus
Der idealisierten (theoretischen) chemischen Zusammensetzung von Malinkoit (NaBSiO4) zufolge besteht das Mineral aus einem Massenanteil (Gewichts-%) von 18,26 % Natrium (Na), 8,59 % Bor (B), 22,31 % Silicium (Si) und 50,84 % Sauerstoff (O). Dies entspricht 24,62 % Na2O, 27,65 % B2O3 und 47,73 % SiO2.
Die Analyse von sieben Körnern des Typmaterials ergab eine nur leicht abweichende durchschnittliche Zusammensetzung von 24,36 % Na2O, 26,88 % B2O3 und 47,83 % SiO2 (alle Angaben in Gew.-%). Auf der Grundlage von 4 Sauerstoffatomen korrespondieren die Werte mit der empirischen Formel Na1,00B0,98Si1,01O4, was zu der oben genannten Formel idealisiert wurde.

## Kristallstruktur
Malinkoit kristallisiert hexagonal in der Raumgruppe P63 (Raumgruppen-Nr. 173) mit den Gitterparametern a = 13,8964 Å und c = 7,7001 Å sowie 18 Formeleinheiten pro Elementarzelle.

## Eigenschaften
Das Mineral ist bei Raumtemperatur unlöslich in Salzsäure (HCl), Salpetersäure (HNO3) und Schwefelsäure (H2SO4).
Mit einer Mohshärte von 7 gehört Malinkoit zu den harten Mineralen, das bei entsprechender Größe wie das Referenzmineral Quarz mit der gleichen Härte in der Lage wäre, Fensterglas zu ritzen. Die Dichte des natürlichen Minerals beträgt 2,90 g/cm3, die anhand der Kristalldaten berechnete Dichte ist mit 2,93 g/cm3 etwas höher.

## Bildung und Fundorte
Malinkoit bildete sich in Hohlräumen ussingitreicher Kerne von hyper-agpaitischen Pegmatiten am Berg Karnassurt sowie in Hohlräumen von „Natro-Opal“ in albitisierten, pegmatoidalen Gesteinen am Berg Alluaiw im Lowosero-Tundra-Massiv auf der russischen Halbinsel Kola.
Der bisher einzig weitere bekannte Fundort für Malinkoit ist der Steinbruch „Carrière Poudrette“ am Mont Saint-Hilaire in der kanadischen Provinz Québec.